# دون غريدي
دون غريدي (بالإنجليزية: Don Grady)‏ هو ملحن ومؤلف موسيقى تصويرية وممثل أمريكي، ولد في 8 يونيو 1944 في الولايات المتحدة، وتوفي بنفس المكان في 27 يونيو 2012.

## أعمال

### مسلسلات
- أبنائي الثلاثة

## وصلات خارجية
- دون غريدي على موقع IMDb (الإنجليزية)
- دون غريدي على موقع ميوزك برينز (الإنجليزية)
- دون غريدي على موقع ميوزك برينز (الإنجليزية)
- دون غريدي على موقع إن إن دي بي (الإنجليزية)
- دون غريدي على موقع أول ميوزيك (الإنجليزية)
- دون غريدي على موقع ديسكوغز (الإنجليزية)
- دون غريدي على موقع ديسكوغز (الإنجليزية)
- دون غريدي على موقع قاعدة بيانات الفيلم (الإنجليزية)